# Madrasdwergpatrijs
De Madrasdwergpatrijs (Perdicula argoondah) is een vogel uit de familie fazantachtigen (Phasianidae). De wetenschappelijke naam van de soort is voor het eerst geldig gepubliceerd in 1832 door Sykes.

## Voorkomen
De soort is endemisch in India en telt 3 ondersoorten:
- P. a. meinertzhageni: westelijk en noordwestelijk India.
- P. a. argoondah: centraal en zuidoostelijk India.
- P. a. salimalii: zuidelijk India.

## Beschermingsstatus
Op de Rode Lijst van de IUCN heeft de soort de status veilig.